# Sukamaju (Tanjung Pura)
Sukamaju is een bestuurslaag in het regentschap Langkat van de provincie Noord-Sumatra, Indonesië. Sukamaju telt 2993 inwoners (volkstelling 2010).